# 선조접종

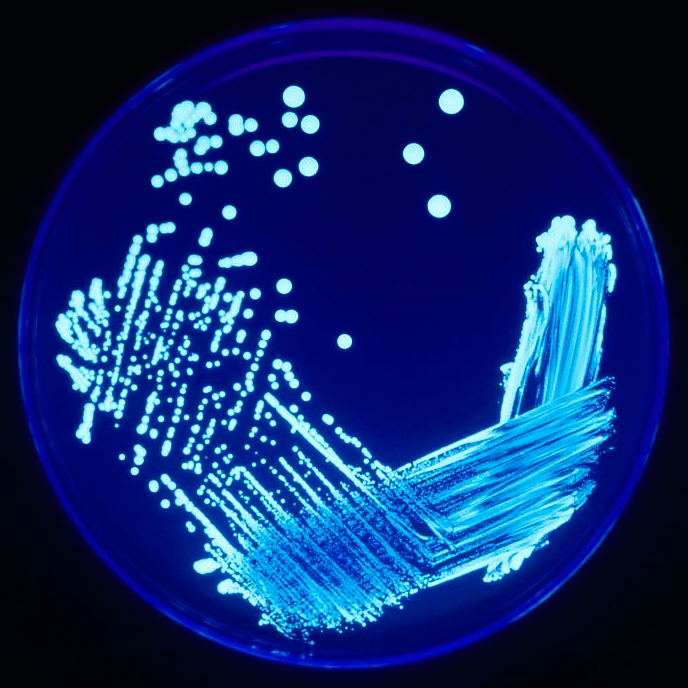
선조접종을 시계 방향으로 시행한 그림. 배지에서 집락이 시계 방향으로 갈수록 얇아지고 있다.

미생물학에서 선조접종(streaking, 線條接種) 또는 획선도말(劃線塗抹)은 단일 종의 미생물(종종 세균)에서 순수한 균주를 분리하는 데 사용되는 기술이다. 선조접종 후 생성된 집락에서 표본을 채취하고 미생물 배양을 새 배지에서 시행하여 유기체를 식별, 연구, 검사할 수 있다.
현대의 선조접종을 통한 배양 방법은 로베르트 코흐와 다른 미생물학자들이 세균을 연구하기 위해 미생물 배양을 시행하려는 노력에서 발전했다. 선조접종 방법에 의한 희석과 분리는 코흐의 실험실에서 Loeffler와 Gaffky에 의해 처음 개발되었다. 이 방법은 세균을 배양 접시의 바깥쪽 한천에 체계적으로 선조접종하는 방식으로 세균을 희석시키고, 분리된 집락을 얻은 다음 일정량의 세포로 성장시킨다. 한천 표면에서 모두 유전적으로 동일한 미생물이 자라는 경우 배양은 미생물 배양으로 간주된다.

## 기술
선조접종은 균주 분리를 위해 세균을 희석시키는 빠르고 간단한 방법이다. 선조접종은 높은 농도의 세균을 낮은 농도의 세균으로 희석시키는 방식이다. 세균의 농도 감소는 서로 다른 종류의 미생물을 분리할 수 있도록 집락이 효율적으로 분산되었다는 것을 의미한다. 선조접종은 면봉이나, 흔히 백금이 같은 무균의 도구를 이용해서 시행한다. 미생물 배양에서 배지가 다른 미생물로 오염되는 것을 방지하기 위해 무균 도구를 이용한다. 배지에 선조접종을 하는 데에는 여러 종류의 방법들이 있다. 여러 방법 중 하나를 고르는 것은 개인적인 선호와 표본이 포함하고 있는 미생물의 양에 의해 결정된다.

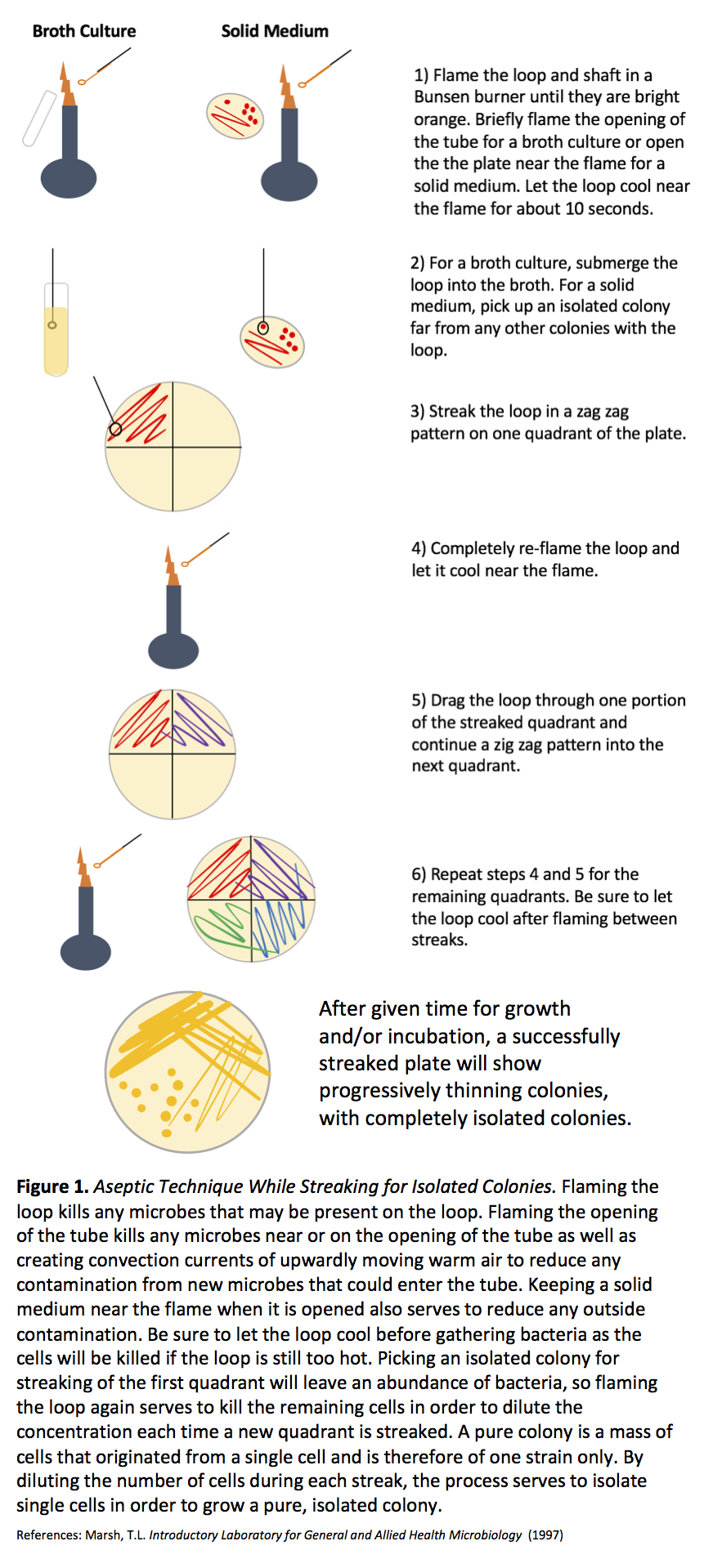
무균 기술을 사용하여 분리된 집락을 얻기 위한 선조접종 절차의 그림.

T-선조접종(T-streak)으로 알려진 3단계로 이루어진 패턴이 초심자들을 위해 권장된다. 선조접종은 면봉이나 백금이 같은 무균 도구를 사용하며, 처음에 백금이는 불꽃을 이용하여 멸균 처리된다. 백금이를 식힌 후에는 여러 종의 세균이 포함되어 있는 액체배지나 환자의 표본 같은 접종원에 살짝 담근다. 그 후 백금이를 한천배지 표면에 대략 배지의 30% 정도 넓이를 차지하도록 지그재그 모양으로 접종한다. 접종한 백금이를 다시 불꽃으로 무균 처리하고 배지를 90도 회전시킨다. 그 후 이전 접종한 부분에서 다시 지그재그 모양으로접종한다. 그 후 같은 방식으로, 이전 접종한 부위에 닿지 않도록 주의하여 한 번 더 접종한다. 접종을 시행할수록 백금이에는 더 적은 세균이 모여 결국 하나의 세균 세포가 집락으로 자랄 수 있게 된다. 첫 번째 접종한 부분에서 가장 많은 세균이 자란다. 두 번째 부분에는 더 적은 세균이 배양되며 약간의 분리된 집락이 보인다. 마지막 부분에는 가장 적은 양의 세균이 성장하며 많은 수의 집락이 분리된다.

## 배지
표본은 배지가 포함되어 있는 샬레의 한 사분면에 접종된다. 세균은 성장하는 데에 서로 다른 영양분을 필요로 한다. 필요한 영양분에는 물, 에너지원, 탄소나 황, 질소, 인, 특정 무기염류, 비타민과 기타 성장 인자를 얻을 수 있는 물질 등이 있다. 미생물학 연구실에서 사용되는 아주 흔한 배지는 해초에서 유래한 젤리 같은 물질인 한천이다. 영양 배지는 알 수 없을 만큼 많은 영양분을 가지고 있다. 배지에 특정 영양분만 존재한다면 대부분의 세균은 성장하지 못하고 죽을 것이므로 선택 배지의 역할을 할 수 있다. 반면 복합 배지는 다양한 미생물이 성장할 수 있게 한다. 어떤 배지를 사용할지는 어떤 미생물을 배양할지, 또는 선별할지에 따라 달라진다.

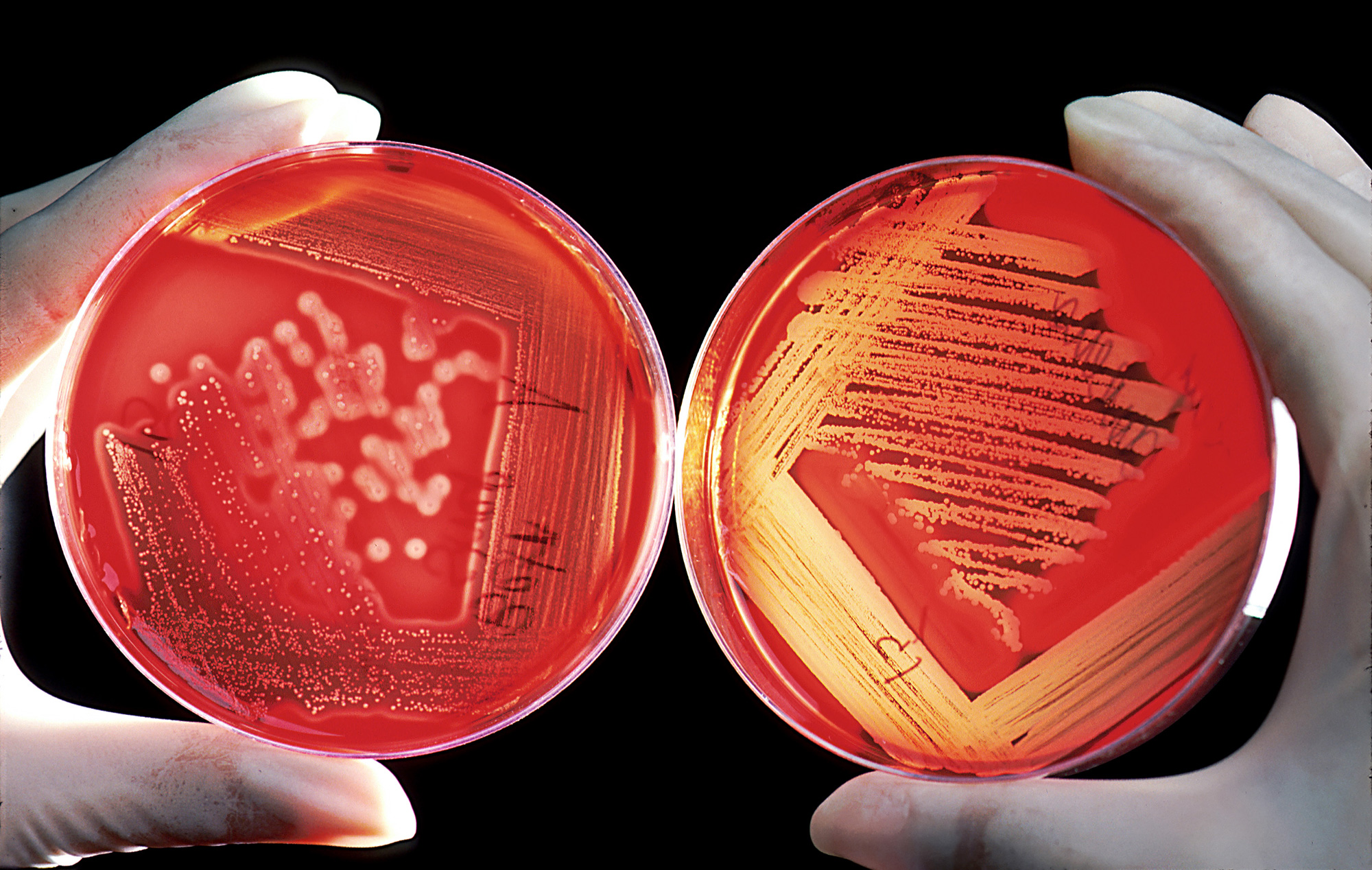
실험실마다 접종의 방향과 모양에 대한 기준이 다르다.

## 잠복
균주에 따라 배지를 일반적으로 24~36시간 동안 배양하여 세균이 번식할 수 있도록 한다. 배양이 끝나면 접종루프가 닿은 부분에 눈에 띄는 집락을 형성하기에 충분한 세균이 있어야 합니다. 이러한 혼합된 상태의 균주에서 단일 세균이나 진균 종은 형태학적(크기/모양/색상) 차이를 기반으로 식별할 수 있다. 추가 분석을 위해 순수히 한 종만 배양해야 하며, 따라서 새 배지로 계대배양한다.
자동화 장비는 더 나은 멸균과 접종의 일관성을 유지하고 안정적으로 더 작업을 빠르게 하기 위해 고체 배지를 선조접종하는 방식으로 산업 수준에서 사용된다. 수동으로 선조접종하는 동안 뒤쪽의 접종 선이 손상되고, 배지의 손상된 부위에 접종물이 불균일하게 침착되어 근처의 다른 접종 선으로 확장될 수 있는 미생물의 군집이 성장하므로 고체 배지를 긁지 않는 것이 중요하다.

## 중요성
세균은 물, 토양, 음식, 피부와 창자의 정상세균총에 존재한다. 환경과 인체에 존재하는 미생물의 종류는 엄청나게 다양하다. 인체에는 침입한 병원체에 맞서 싸우는 정상세균총을 구성하는 수십억 마리의 세균이 있다. 세균은 자주 혼합된 상태로 존재한다. 단일 종의 세균만이 발생하는 것은 매우 드물다. 개별 종의 배양적, 형태학적, 생리학적 특성을 연구하려면 그 세균을 일반적으로 환경에서 기원하는 다른 종과 구분하는 것이 중요하다. 임상 표본에서 어떤 세균인지 결정하는 데에 세균을 구분하는 것이 중요하다. 세균을 선조접종한 뒤 분리되면 세균성 질환의 원인균을 확인할 수 있다.

## 참고 문헌
- Black, Jacquelyn G. Microbiology: Principles and Explorations Marymount University, 1999
- Biotechnology and Biomedical Engineering : Amrita Vishwa Vidyapeetham Virtual Lab.
- http://www.personal.psu.edu/faculty/k/h/khb4/enve301/301labs/lab4pureculture.html 보관됨 2022-12-10 - 웨이백 머신
- Bauman, R. (2004) Microbiology. Pearson Benjamin Cummings.
- Austerjost J, Marquard D, Raddatz L, Geier D, Becker T, Scheper T, Lindner, P, Beutel S. 2017. A smart device application for the automated determination of E. coli colonies on agar plates. Engineering in Life Sciences. 17(8): 959-966.
- Bhattacharjee K, Joshi S. 2016. A selective medium for recovery and enumeration of endolithic bacteria. Journal of Microbiological Methods. 129(1): 44-54.
- Brugger S, Baumberger C, Jost M,Jenni W, Brugger U, Mühlemann K. 2012. Automated counting of bacterial colony forming units on agar plates. PLoS ONE. 7(3):1-6.
- Chang G, Grinshpun S, Willeke K, Mancher, J,Donnelly C. 1995. Factors affecting microbiological colony count accuracy for bioaerosol sampling and analysis. American Industrial Hygiene Association Journal. 56(10): 979-986.
- Choi Q, Kim HJ, Kim JW, Kwon GC, Koo SH. 2018. Manual versus automated streaking system in clinical microbiology laboratory: Performance evaluation of Previ Isola for blood culture and body fluid samples. Journal of Clinical Laboratory Analysis. 32(5):1-7.
- Geun C, Myoungjoo R, Choong-Min R. 2019. Beyond the two compartments Petri-dish: Optimising growth promotion and induced resistance in cucumber exposed to gaseous bacterial volatiles in a miniature greenhouse system. Plant Methods. 15(1): 1-11.
- Ghivari S, Kubasad G, Deshpande P. 2012. Comparative evaluation of apical extrusion of bacteria using hand and rotary systems : An in vitro study. Journal of Conservative Dentistry. 15(1): 32-35.
- Jones D, Smith H, Thieme H, Röst G. 2012. On Spread of Phage Infection of Bacteria in a Petri Dish. SIAM Journal on Applied Mathematics, 72(2): 670-688.
- Kabanova N, Stulova I, Vilu R. 2013. Microcalorimetric study of growth of Lactococcus lactis IL1403 at low glucose concentration in liquids and solid agar gels. Thermochimica Acta, 559: 69-75.
- Nottingham P, Rushbrook A, Jury K. 1975. The effect of plating technique and incubation temperature on bacterial counts. IFST. 10(3):273-279.
- Safwat, N. 2013. Automation and beyond: Improving efficiency in the pathway from collection to care. Medical Laboratory Observer. 45(1).
- Tomasino S, Pines R, Cottrill M, Hamilton M. 2008. Determining the efficacy of liquid sporicides against spores of Bacillus subtilis on a hard nonporous surface using the quantitative Three Step Method: Collaborative study. Journal of AOAC International, 91(4): 833-852.
- Wang Z, Liu Y, Feng C, Wang C. 2016. Isolation and Identification of Saccharomycetes in Wine Grape Region of Chateau Changyu Moser XV. Agricultural Science & Technology. 17(12): 2689-2691,2700.